# دنت، کامبریا
دنت (به انگلیسی: Dent) یک روستا و محله مدنی در بریتانیا است که در South Lakeland واقع شده‌است. دنت ۷۸۵ نفر جمعیت دارد.